# هاريسون مور
هاريسون مور (بالإنجليزية: William Harrison Moore)‏ هو محامي أسترالي، ولد في 30 أبريل 1867، وتوفي في 1 يوليو 1935.